# ECサン・ジョゼ
ECサン・ジョゼ (ポルトガル語: Esporte Clube São José) は、ブラジル・リオグランデ・ド・スル州ポルト・アレグレを本拠地とするサッカークラブである。ブラジル国内にはサン・ジョゼと名乗るクラブが他にもあるため、サン・ジョゼ-RSと表記されることがある。

## 歴史
1913年5月13日、コレジオ・サン・ジョゼというカトリック校の生徒たちによって、SCサン・ジョゼ (Sport Club São José) として創設される。クラブ名は彼らの学校の名前から採られた。
1913年6月22日、クラブにとって最初の試合をイルスヴェレインと行ない、2-0で勝った。
1914年8月30日、カンピオナート・ダ・シダーデという大会で、クラブにとって最初の公式戦を行ない、フリッシュ・アウフに3-0で勝った。
1963年、リオ＝グランデンセを下してカンピオナート・ガウショ（リオグランデ・ド・スル州選手権）2部に優勝し、最初のタイトルを獲得した。

## タイトル

### 国内タイトル
- カンピオナート・ガウショ2部 : 2回
  - 1963, 1981
- コパ・ゴヴェルナドール・ド・エスタード : 1回
  - 1971

### 国際タイトル
なし

## スタジアム
エスタジオ・パッソ・ダレイアは1940年に完成し、最大収容人数は10,646人である

## その他のスポーツ
サッカーの他には、バスケットボール、ボッチェ、フットサル、ローラースケートといった部門を有する。

## 愛称
「小さなジョゼ」を意味するゼキーニャ (Zequinha) の愛称が用いられる。

## 歴代所属選手
- ファビアーノ・エレル 2012
- アルトゥール・フェイトーザ 2015